# Bussière-Saint-Georges
Bussière-Saint-Georges é uma comuna francesa na região administrativa da Nova Aquitânia, no departamento de Creuse. Estende-se por uma área de 22,45 km². Em 2010 a comuna tinha 258 habitantes (densidade: 11,5 hab./km²).